# 鬼太鼓
鬼太鼓（おんでこ・おんだいこ・おにだいこ）とは、五穀豊穣祈願や厄払いを目的に、新潟県佐渡島にて行われる伝統芸能のひとつ。島内の約120地区でそれぞれの流派の鬼太鼓が行われる。発祥は定かではないものの、獅子舞が変化したものであるという説と、相川鉱山にて大工が打っていた鳴り物が発展したものであるという説の、2つが有力視されている。家を１軒ずつ周り、舞を披露している(地域で異なる)。